# Magdalena-Wasserratte
Die Magdalena-Wasserratte (Nectomys magdalenae, syn. Nectomys grandis) ist ein Nagetier in der Gattung der Neotropischen Wasserratten, das in Kolumbien vorkommt. Die Population wurde zeitweilig als Unterart der Atlantischen Wasserratte (Nectomys squamipes) geführt. Durch genetische Untersuchungen wurde festgestellt, dass die Magdalena-Wasserratte einen abweichenden Karyotyp hat.

## Merkmale
Diese Wasserratte erreicht eine Kopf-Rumpf-Länge von 18 bis 29 Zentimeter und eine Schwanzlänge von 19 bis 27 Zentimeter. Die Hinterfüße sind 4,5 bis 5,5 Zentimeter lang und die Länge der Ohren beträgt 1,7 bis 2,4 Zentimeter. Gewichtsangaben fehlen. Im allgemeinen Körperbau gleicht die Art anderen Gattungsmitgliedern. Das graue Fell mit ockerfarbenen Tönungen ist auf der Oberseite dunkler. Ein deutlich dunklerer Aalstrich auf dem Rücken fehlt. Die Magdalena-Wasserratte besitzt einen diploiden Chromosomensatz mit 32 oder 34 Chromosomen (2n=32−34). Bei anderen Vertretern der Gattung ist die Chromosomenanzahl größer.

## Verbreitung
Die Magdalena-Wasserratte ist im Einzugsgebiet des Río Magdalena und des Río Cauca verbreitet. Dabei erreicht sie in den Anden 2000 Meter Höhe. Die Art hält sich unter anderem in Regenwäldern, in Galeriewäldern, auf überfluteten Grasflächen und in Plantagen auf.

## Lebensweise
Die Exemplare halten sich immer an offenen Wasserflächen auf, in denen sie oft schwimmen. Sie legen am Ufer ein Nest an, das unter Holzklötzen, unter Wurzeln oder im Dickicht versteckt liegt. Die Nahrung aus Gliederfüßern und anderen wirbellosen Tieren komplettieren gelegentlich Früchte und Pilze. Die Magdalena-Wasserratte wird vor allem von der Schleiereule gejagt.
Waldrodungen wirken sich negativ auf den Bestand aus. Zur Populationsgröße liegen keine Angaben vor. Die Magdalena-Wasserratte wird von der IUCN mit „unzureichende Datengrundlage“ (data deficient) gelistet.